# Ruslan Provodnikov
Ruslan Provodnikov est un boxeur russe né le 20 janvier 1984 à Beriozovo.

## Carrière
Passé professionnel en 2006, il s'empare du titre vacant de champion du monde des poids super-légers WBO le 19 octobre 2013 en s'imposant face à Mike Alvarado par abandon à l’issue de la 10e reprise. Provodnikov perd sa ceinture dès le combat suivant en s'inclinant aux points contre Chris Algieri le 14 juin 2014 puis contre Lucas Matthysse le 18 avril 2015.